# Vals poético
Vals poético es una composición para piano de Felipe Villanueva, compuesto el mismo año de su muerte, en 1893. Se dice que por las tonalidades que llegó a tener dicho vals se le pudo considerar único en su tipo. Fue Gustavo E. Campa quien se encargó de hacer público y no privada dichas partituras después de la muerte de Villanueva. Así mismo Campa también orquestó parte del vals e invitó a Villanueva que fuera partícipe del grupo de los seis de la Sociedad Anónima de Conciertos.
Forma parte de la popular trilogía de valses mexicanos junto con Vals Capricho de Ricardo Castro y Sobre las olas de Juventino Rosas. También se puede decir que Vals poético pertenece al grupo de obras más elaboradas en piano que demostraban la habilidad de Villanueva, por su ingenio con la melodía y la armonía. 

## Contexto histórico
Compositor y pianista del Romanticismo mexicano, Felipe Villanueva escribió mazurcas, polcas, danzas y valses. El Vals poético es una de las composiciones con más referencias dentro del repertorio de tradición mexicana, incluso fue lo que inmortalizó como compositor durante más de 100 años.
Dicha obra fue de gran influencia para el compositor Manuel M. Ponce, ya que, sin la inspiración de esta obra musical mexicana, no se hubiera logrado el Scherzino mexicano (1922) de Ponce, en el cual se observa claramente muchas técnicas utilizadas en el Vals poético. Un ejemplo de esto se describe de la siguiente manera: “la obra está escrita en 6/8 pero ya en el primer compás hay una superposición de un 6/8 en la mano izquierda y de un 3/4 en la mano derecha. Esta relación la encontramos también en el cuarto compás solo que aquí la mano izquierda es la que está en 3/4y la mano derecha en 6/8. Ponce bien podría haber escrito tres negras en la mano derecha del primer compás y tres negras en la mano izquierda del cuarto”. Aunque de todo esto es muy probable que sean especulaciones que se tengan que comprobar exhaustivamente.

## Características
A diferencia de los valses anteriores que el autor creó, este vals en específico tiene algunas características diferentes, entre ellas la tonalidad en sol bemol que es algo inusual en este tipo de género musical, así como también en el hecho de que quien cante este vals o el acompañamiento para este vals sea un tenor y no una soprano como normalmente se les adjudica este tipo de composiciones. Caso parecido sucede en Chopin. Se puede encontrar en este vals también una modulación entre las tonalidades de sol bemol y mi bemol menor, realizando así un cambio de tono armónico, esto sólo se logra al escucharlo al principio como sugerencia ya que en el resto de la pieza no se vuelve a encontrar dicho cambio.

## Interpretaciones
- En marzo de 1993 se realizó la grabación con la Orquesta del Festival México la interpretación de Vals poético. La dirección de la orquesta corrió a cargo de Enrique Bátiz, director y pianista. Brian Culver House fue quien realizó la grabación del álbum llamado Clásicos Latinoamericanos, Volumen 1. La grabación fue realizada en México.[6]
- En marzo de 1996 se realizó la grabación con Cyprien Katsaris la interpretación en piano de Vals poético. La grabación fue en Siemens‐VillaenBerlina,Alemania. El álbum tiene como título Piano latinoamericano, vol. 1: México.[7]
- En febrero de 2012 se realizó la grabación con Jorge Federico Osorio la interpretación de Vals poético. el productor James Ginsburg realizó la grabación en el Estudio de interpretación de Fay y Daniel Levin en Chicago, Illinois, Estados Unidos. El álbum tiene como título Salón Mexicano.[8]
- El 5 de mayo de 2017 se realizó la grabación con Natalia Lafourcade en conjunto con Los Macorinos para la interpretación de Vals poético. Los arreglos corren a cargo de Juan Carlos Allende y Miguel Peña con la interpretación de Noah Georgeson en la guitarra clásica. Se grabó en el desierto en Ciudad de México, México y los arreglos en los estudios de sonido Seahorse en Los Ángeles, California, Estados Unidos. El álbum se tituló Musas: Un homenaje al folclore latinoamericano en manos de Los Macorinos, vol. 1.[9]
- El 12 de julio de 1986 se realizó la grabación con Miguel García Mora la interpretación de Vals poético. El álbum se tituló Las más bellas páginas de los valses románticos mexicanos y se grabó en la Ciudad de México.[10]